# Magia na opak
Magia na opak (ang. Upside-Down Magic) – amerykańsko-kanadyjski film fantasy z kanonu Disney Channel Original Movies, będący filmową adaptacją serii książek fantasy o tym samym tytule. W rolach głównych występują Izabela Rose i Siena Agudong (znana z serialu Netflixa AwanturNick).
Oficjalna premiera filmu odbyła się 31 lipca 2020 roku na antenie Disney Channel. Polska premiera filmu odbyła się 28 listopada 2020 roku.

## Fabuła
13-letnia dziewczynka, Nory Boxwood-Horace (Izabela Rose), odkrywa, że potrafi łączyć się ze zwierzętami, a jej najlepsza przyjaciółka Reina Carvajal (Siena Agudong) może manipulować płomieniami. Razem zaczynają uczęszczać do Mądrej Akademii Studiów Magicznych. Specjalistyczna zdolność Reiny do okiełznania mocy ognia stawia ją na szczycie klasy „Płomieni”, ale niestabilna magia i skłonność Nory do przekształcania się w „Smokota” (pół-kota, pół-smoka) zabiera ją na zajęcia dla tych, którzy mają magię na opak, znanej również jako UDM. Podczas gdy dyrektorka Knightslinger (Vicki Lewis) uważa, że niekonwencjonalne moce UDM narażają ich na niebezpieczną i złą „magię cienia”, Nora i jej koledzy z klasy UDM postanawiają udowodnić, że magia w inny sposób działa.

## Obsada
- Izabela Rose – Elinor „Nory” Boxwood-Horace
- Siena Agudong – Reina Carvajal
- Kyle Howard – Budd Skriff
- Elie Samouhi – Elliot Cohen
- Alison Fernandez – Pepper Paloma
- Max Torina – Andres Padillo
- Vicki Lewis – Linda Knightslinger
- Yasmeen Fletcher – Chandra
- Callum Seagram Airlie – Phillip
- Cynthia Kaye McWilliams – Profesor Argon
- Elaine Kao – Profesor Han
- Amitai Marmorstein – Profesor Lewis

## Wersja polska
Wersja polska: SDI Media Polska

Reżyseria: Wojciech Urbański

Dialogi: Zuzanna Chojecka

W wersji polskiej udział wzięli:
- Małgorzata Prochera – Nory
- Magdalena Herman-Urbańska – Chandra
- Adam Krylik – Budd Skriff
- Maja Kwiatkowska – Reina
- Joanna Węgrzynowska-Cybińska – Pani Knightslinger
- Borys Wiciński – Elliot
- Jan Szydłowski – Andres
- Zofia Modej – Pepper
- Anna Gajewska – Profesor Argon
- Magdalena Krylik – Profesor Han
- Jakub Strach – Phillip
- Maja Klimek
- Krystian Szyjkowski – Leo
- Marcin Stec – Profesor Lewis
- Nina Kwapisiewicz
- Franciszek Zelnik
- Julia Drzewiecka

i inni
Lektor: Artur Kaczmarski